# Oleksandriiske
Oleksandriiske (ukrainien : Олександрійське, russe : Олександрійське) est une commune urbaine de l'oblast de Kirovohrad, en Ukraine. Elle compte 4 660 habitants en 2021.